# Гамбург-Оттензен
Оттензен (нім. Ottensen) — частина району Альтона вільного та ганзейського міста Гамбург. Межує з іншими частинами району Альтона — Альтона-Альтштадт, Альтона-Норд, Баренфельд і Отмаршен.